# 固体レーザー
固体レーザー（こたいレーザー）とは動作物質として固体材料を用いたレーザーのことを指すが、同じ固体でも半導体の場合はかなり様子が異なるため、これを半導体レーザーとよんで区別し、絶縁性固体材料を用いているもののみを固体レーザーと呼ぶのが慣習となっている。

## 概要
固体レーザーのほとんどは、鉄族、ランタノイド、アクチノイドなどの広義の遷移元素のイオンを活性中心として少量含む結晶およびガラスを材料としている。代表的なものはルビーレーザーと、Nd3+イオンを含むYAGレーザー(Nd:YAGレーザー)ならびにガラスレーザーである。
固体レーザーの励起法としては光照射が一般的であり、パルス動作にはキセノンフラッシュランプが、また連続動作には水銀灯やハロゲン入りタングステンランプがよく用いられる。近年ではランプよりも光ー光変換効率が高い励起光源として半導体レーザーが用いられる。
フラッシュランプ励起YAGレーザーでは最大で数10Hzのパルス繰り返し周波数が放熱の限界であるが、半導体レーザーは波長純度が高く励起に寄与する励起光波長成分が多いため更なる高繰り返し化が可能である。
発振波長は可視光から数μmの赤外光の間にあり、低温にして初めて発振するものが多いが、よく使われるルビーレーザーやネオジムレーザーは室温でも動作する。

## 特徴
固体レーザーでは気体レーザーと比べて活性中心の濃度がはるかに高いため、比較的小型ながら高い増幅利得が得られ、また発振出力も大きいという特徴を持つ。特に発光準位の寿命が10-5から10-3秒と長いので、Qスイッチングがきわめて有効であり、この方法により時間幅が狭く(～10-8秒)、ピーク出力の非常に大きな(106～108W)パルス発振が得られる点は固体レーザーの最も大きな特徴といえる。これをさらに増幅することにより109～1012Wといった大きなピーク出力のパルスも得られており、レーザー核融合の実験など大きなピーク出力が要求される場合によく用いられる。

## 分類
ランプ励起固体レーザー
世界初のレーザー発振は1960年5月にセオドア・メイマンによってなされたが、このときのレーザーはフラッシュランプ励起ルビーレーザーであった。現在でもランプ励起Qスイッチ固体レーザは、比較的安価なmJ級パルスレーザとして研究用途などで用いられている。
半導体レーザー励起固体レーザー
半導体レーザー励起固体レーザーは、ランプ励起に比べ発熱量が小さくビーム品質も良好である。しかし励起光学系が複雑で、ランプ励起よりも高コストになりやすい特徴がある。近年はレーザー加工機では、固体レーザー（YAGレーザー）からファイバーレーザーに主流が移り変わりつつある。しかしCW（連続波）平均出力ではファイバーレーザーに凌駕されつつあるものの、パルス発振においてはファイバーレーザーに勝る点も多い。特にピーク強度、パルスエネルギーは依然として固体レーザーが有利である。
放熱効率を向上させるために、ゲイン媒質を薄いディスク形状にして放熱器に貼り付けたthin disk laserもある。
超短パルス固体レーザー
パルス時間幅がfs(フェムト秒=10-15秒)～ps(ピコ秒=10-12秒)と極端に短いパルスレーザーである。パルス幅が短いことによって、瞬間的に非常に高いピーク強度の光が得られる。
具体的な方法としてチタンサファイアレーザーや、カーレンズモード同期Yb固体レーザーがある。また近年ではファイバーレーザーにおいても超短パルス光が得られる方法がある（例：非線形偏波回転、非線形ループミラー、半導体可飽和吸収ミラー）。
ファイバーレーザー
ゲイン媒質が希土類元素を添加した光ファイバー（ガラス）であることから、広義の固体レーザーに含まれる。単位体積あたりの表面積が大きく、平均出力を上げやすい。一方でパルス発振においては、ファイバー導波中に非線形光学効果が起こりパルス形状変化や波長変換、ブリルアン散乱による戻り光などの問題が発生する。現在これを克服するためにフォトニック結晶によるラージモードエリアファイバなどの新技術が研究されている。
マイクロチップレーザー
従来の固体レーザー共振器を完全一体化し、安定性と経済性を高めた固体レーザーである。特に可飽和吸収体をも一体化した受動Qスイッチマイクロチップレーザーでは、ピーク強度がMW（メガワット=106W）級の高パルスエネルギーと、パルス幅はsub-ns（サブナノ秒10-10秒）級のパルスレーザーが比較的簡易な光学系で実現できる。